# Aulacigaster
Aulacigaster – rodzaj muchówek z podrzędu krótkoczułkich i rodziny Aulacigastridae.

Schemat użyłkowania skrzydła w rodzaju Aulacigaster

U muchówek tych dominuje ubarwienie ciemnobrązowe do czarnego z szarym owłosieniem szyi i żółtawymi lub pomarańczowymi elementami na czole. Jasną barwę ponadto mogą mieć brzuszne części bocznych płytek tułowia. Głowa jest wyższa niż dłuższa, o wąskich policzkach i nieco nachylonych ku sobie środkowych szczecinkach ciemieniowych. Czułki mają nieczłonowane aristy. Chetotaksję tułowia cechują 1–2 szczecinki położone przy tylnej krawędzi anepisternum i 2 pary szczecinek tarczkowych, z których wierzchołkowa jest zakrzywiona ku tyłowi. Skrzydła są przezroczyste lub częściowo przydymione, rzadko całe przybrązowione. W użyłkowaniu skrzydła zaznacza się częściowo u wierzchołka zlana z pierwszą żyłką radialną żyłka subkostalna, płaska dyskalna komórka medialna oraz żyłka poprzeczna radialno-medialna położona bardziej nasadowo niż wspólny środek komórek dyskalnej medialnej i bazalnej medialnej. U samicy występują 3 spermateki, często zaopatrzone w palcowate wyrostki. Samiec ma surstylus zlany z epandrium, skleryt subepandrialny połączony jedną stroną z przysadkami odwłokowymi a drugą z mostkiem hypandrialnym, gonopody zlane z hypandrium w strukturę przypominającą łopatę, krótki fallus oraz słabo widoczne paramery.
Wcześniejsze stadia rozwojowe poznano tylko u dwóch gatunków. Ich jaja są owalne i mają chorion pokryty podłużnymi żeberkami oraz siateczką o strukturze plastra miodu. Prawie walcowatego kształtu larwy są przystosowane do życia pod wodą, dzięki długiemu, częściowo wciągalnemu syfonowi. Puparium jest owalne, jasnobrązowej barwy.
Przedstawiciele rodzaju zamieszkują wszystkie krainy zoogeograficzne, z wyjątkiem Australazji i Oceanii. Najliczniej reprezentowane są w krainie neotropikalnej. W Polsce stwierdzono tylko A. leucopeza. Larwy niektórych gatunków tropikalnych rozwijają się w drobnych zbiornikach wodnych pomiędzy liśćmi epifitów z rodziny bromeliowatych, gdzie żerują na rozkładającej się materii organicznej. Poza tym zarówno dorosłe jak i larwy znane są z żerowania na ranach i wyciekającym soku drzew liściastych.
Należą tu gatunki:

- Aulacigaster aenigma Rung et Mathis, 2011
- Aulacigaster afghanorum Papp
- Aulacigaster africana Barraclough
- Aulacigaster albifacies Rung et Mathis, 2011
- Aulacigaster angusta Rung et Mathis, 2011
- Aulacigaster appendiculata Rung et Mathis, 2011
- Aulacigaster atriseta Rung et Mathis, 2011
- Aulacigaster bella Rung et Mathis, 2011
- Aulacigaster belize Rung et Mathis, 2011
- Aulacigaster bifasciata Rung et Mathis, 2011
- Aulacigaster borbonica Hilger et Kassebeer
- Aulacigaster bromeliae Rung et Mathis, 2011
- Aulacigaster condylura Rung et Mathis, 2011
- Aulacigaster conspicua Rung et Mathis, 2011
- Aulacigaster costaricana Rung et Mathis, 2011
- Aulacigaster curvata Rung et Mathis, 2011
- Aulacigaster ecuadoriensis (Hennig)
- Aulacigaster erika Rung et Mathis, 2011
- Aulacigaster erwini Rung et Mathis, 2011
- Aulacigaster falcata Papp
- Aulacigaster fastidiosa Rung et Mathis, 2011
- Aulacigaster femorata Rung et Mathis, 2011
- Aulacigaster formosa Rung et Mathis, 2011
- Aulacigaster freidbergi Rung et Mathis, 2011
- Aulacigaster gaimarii Rung et Mathis, 2011
- Aulacigaster grimaldii Rung et Mathis, 2011
- Aulacigaster guyana Rung et Mathis, 2011
- Aulacigaster india Rung et Mathis, 2011
- Aulacigaster irwini Rung et Mathis, 2011
- Aulacigaster korneyevi Rung et Mathis, 2011
- Aulacigaster leucopeza (Meigen, 1830)
- Aulacigaster lobata Rung et Mathis, 2011
- Aulacigaster lopesi Rung et Mathis, 2011
- Aulacigaster malawana Rung et Mathis, 2011
- Aulacigaster mcalpinei Mathis et Freidberg
- Aulacigaster melanoleuca (Hennig)
- Aulacigaster minuta (Hennig)
- Aulacigaster nigritarsa Rung et Mathis, 2011
- Aulacigaster nigritibia Rung et Mathis, 2011
- Aulacigaster neoleucopeza Mathis et Freidberg, 1994
- Aulacigaster pappi Kassebeer, 2001
- Aulacigaster perata Barraclough
- Aulacigaster peruana Rung et Mathis, 2011
- Aulacigaster plesiomorphica (Hennig)
- Aulacigaster proxima Rung et Mathis, 2011
- Aulacigaster rufifemur Rung et Mathis, 2011
- Aulacigaster sabroskyi Mathis et Freidberg
- Aulacigaster serrana Rung et Mathis, 2011
- Aulacigaster spangleri Rung et Mathis, 2011
- Aulacigaster srilanka Rung et Mathis, 2011
- Aulacigaster stenoptera Rung et Mathis, 2011
- Aulacigaster tibanae Rung et Mathis, 2011
- Aulacigaster trifasciata Rung et Mathis, 2011
- Aulacigaster unifasciata Rung et Mathis, 2011
- Aulacigaster vespertina Rung et Mathis, 2011